# Родин, Иван Алексеевич
Ива́н Алексе́евич Ро́дин (род. 14 апреля 1987, Людиново, Калужская область, СССР) — российский футболист, полузащитник.

## Карьера
Воспитанник СДЮШОР московского «Спартака». В 2005—2008 годах защищал цвета латвийского «Динабурга». В элитном дивизионе дебютировал 2 августа в матче против «Металлурга» (0:5), заменив на 63-й минуте Юргиса Пучинскаса. В Кубке Интертото провёл 5 матчей. В 2009 году выступал за калужский «Локомотив». В 2010 году подписал контракт с подольским «Витязем». В 2012 году был арендован московским «Торпедо». В июне 2014 года перешёл в «Калугу», а уже через 2 месяца пополнил ряды «Тамбова». В сезоне 2015/16 защищал цвета «Соляриса». Летом 2016 года вернулся в «Калугу». С 2018 по 2021 г. работал в  администрации муниципального района «Город Людиново и Людиновский район». С 2020 года - депутат Городской Думы г.Калуги. С 2021 года занимает должность заместителя директора в МБУ ДО СШ "Космос" г.Калуги. С 2023 года - председатель правления регионального отделения политической партии "Российская партия пенсионеров за социальную справедливость". 

## Достижения
- Серебряный призёр зоны «Центр» Второго дивизиона: 2011/12
- Серебряный призёр зоны «Центр» Второго дивизиона: 2013/14
- Бронзовый призёр Второго дивизиона (2): 2014/15 (зона «Центр»), 2015/16 (зона «Запад»)
- Трижды кандидат мастера спорта по футболу
- Мастер спорта по футзалу